# Virus de la panachure jaune du riz
Rice yellow mottle virus
Espèce
Synonymes
- Rice yellow mottle sobemovirus
- Pale yellow mottle disease

Le virus de la panachure jaune du riz (RYMV, Rice yellow mottle virus) est une espèce de phytovirus du genre Sobemovirus (famille des Solemoviridae. C'est un virus à ARN linéaire à simple brin de polarité positive, rattaché au  groupe IV de la classification Baltimore. Ce virus infecte principalement les cultures de riz en Afrique. C'est le virus qui cause le plus de dégâts dans la riziculture africaine, provoquant des pertes de rendement de 20 à 100 %.

## Caractéristiques
Le RYMV appartient au genre Sobemovirus. C'est un virus à ARN linéaire à simple brin de sens positif. Il présente un niveau élevé de diversité génétique avec les nucléotides RYMV, évalué à environ 14 %.
Le virion est une particule non-enveloppée constituée d'une capside quasi-sphérique à symétrie icosahédrique (T=3), d'un diamètre de 29 à 32,2 nm. La capside apparaît avec un contour hexagonal. 

Schéma de l'organisation du génome.

Le génome, monopartite, est constitué d'une molécule d'ARN, de 4450 nucléotides de long, non polyadénylé.
Il présente quatre cadres de lecture ouverts (ORF). L'ORF1, situé à l'extrémité 5 'du génome, code une petite protéine impliquée dans le mouvement du virus et dans la suppression du silençage génique. L'ORF2, qui code la polyprotéine centrale, a deux ORF qui se chevauchent : l'ORF2a code une protéase à sérine et une protéine liée au génome viral ; l'ORF2b, qui est traduit par un mécanisme de décalage du cadre de lecture en tant que protéine de fusion, code l'ARN polymérase ARN-dépendante (ARN réplicase). Le gène de la protéine de capside (ORF4) est exprimé par un ARN sous-génomique à l'extrémité 3' du génome. Le génome comprend en outre trois régions non codantes (NCR) aux extrémités 5' (5' NCR) et 3' (3' NCR) et entre les ORF1 et ORF2.
Parmi les Sobemovirus, qui ont été subdivisés en fonction de leur organisation génomique en deux groupes proches du Southern cowpea mosaic virus (SCPMV) d'une part, et du Cocksfoot mottle virus (CfMV) d'autre part, le RYMV a été classé dans le deuxième groupe.
Des différences sérologiques entre les isolats de RYMV ont été signalées. Cinq souches principales ont été distinguées en Afrique, trois en Afrique de l'Ouest (S1, S2, S3) et deux en Afrique de l'Est (S4, S5).  La divergence des nucléotides et des acides aminés entre les cinq souches du  RYMV s'élève jusqu'à 11%.

## Distribution
Le virus de la panachure jaune du riz est endémique du continent africain où on le rencontre dans la plupart des pays producteurs de riz. Il a toutefois été signalé aussi en Turquie.
Ce virus a d'abord été signalé au Kenya en 1966 et il a été détecté dans de nombreux pays de l'Afrique subsaharienne. Il a également été détecté en Afrique centrale.
Une enquête menée en 2002-2003 à l'aide de tests sérologiques dans la région d'Edirne, a révélé la présence du virus de la panachure jaune du riz (RYMV) en Turquie.

## Plantes-hôtes
La gamme des plantes-hôtes du RYMV comprend seulement des graminées cultivées et sauvages appartenant aux tribus des Oryzeae et des Eragrostideae. Parmi ces plantes, sont comprises notamment Oryza longistaminata, considérée comme l'hôte principal, Oryza barthii et Oryza glaberrima (le riz africain)'.
Différentes études ont montré que, outre les plantes du genre Oryza, de nombreuses espèces de graminées sont des hôtes naturels du RYMV et peuvent constituer des hôtes alternatifs ou des plantes-réservoirs, notamment : Dinebra retroflexa, Echinochloa colona, Echinochloa crus-galli, Echinocloa crus-pavonis, Echinocloa pyrimidalis, Eleusine indica, Eragrostis ciliaris, Eragrostis tenuifolia, Ischaemum rugosum, Panicum maximum, Panicum repens.

## Symptômes de l'infection
Les striures, marbrures, la décoloration et la malformation des feuilles, ainsi que la mort des jeunes plants infectés sont tous des signes typiques de l'infection par le RYMV,.
Les jeunes plantules (stade de croissance de 3 à 4 feuilles) sont les plus sensibles - les plantes plus âgées présentent généralement des symptômes foliaires moins évidents et moins de retard de croissance que les plantes plus jeunes. Les symptômes apparaissent initialement sous forme de taches linéaires jaune-vert à la base des plus jeunes feuilles. Au fur et à mesure que l'infection se développe, les taches s'étendent parallèlement aux nervures des feuilles et apparaissent sous forme de stries jaunes ou orange ; celles-ci peuvent varier en largeur, mais peuvent être continues jusqu'à 10 cm. 
Les plantes affectées ont des feuilles jaunes ou orange aux premiers stades de la culture. Dans les cas graves, les feuilles s'enroulent et sèchent. D'autres symptômes sont le rabougrissement des plants, une diminution du tallage et un mauvais remplissage de la panicule. Il en résulte une production de grains faible ou inexistante et une qualité de grain médiocre.
L'infection par le RYMV peut avoir des effets secondaires sous forme d'attaques fongiques par diverses espèces de champignons : Cochliobolus miyabeanus (helminthosporiose du riz), Monographella albescens (échaudure des feuilles), Sarocladium oryzae (pourriture de la gaine) et Pyrenochaeta oryzae (= Phoma leveillei, taches de la gaine).

## Transmission
Le virus RYMV est transmis par des arthropodes, plus précisément par des insectes de l'ordre des Coléoptères, pour la plupart de la famille des  Chrysomelidae. Ce sont notamment : Sesselia pusilla, Chaetocnema pulla, Trichispa serica et  Dicladispa viridicyanea. La transmission se fait selon un mode semi-persistant. Le virus ne se réplique pas dans l'organisme du vecteur et est perdu par l'insecte-vecteur lors des mues, et n'est pas transmis congénitalement à la descendance du vecteur. Il ne nécessite pas de virus auxiliaire pour la transmission vectorielle. 
Les sauterelles du genre Conocephalus (famille des Tettigoniidae) se sont avérées être un vecteur possible du RYMV en Ouganda.
Le virus serait transmissible par d'autres animaux, comme les rats, par contact foliaire sous l'effet du vent et par des facteurs abiotiques (par exemple, l'eau d'irrigation). Ce virus n'est pas transmis par les graines, ni par les nématodes. 

## Méthode de lutte
En l'absence de tout traitement direct contre le virus, la lutte conte la panachure jaune du riz fait appel à des mesures prophylactiques, à des traitements insecticides contre les insectes-vecteurs, et à l'emploi de variétés résistantes.

### Variétés résistantes
Des variétés résistantes et tolérantes sont disponibles,,

### Utilisation d'insecticides
Aucune méthode de lutte chimique pour arrêter directement la propagation du RYMV n'est disponible, cependant, on peut utiliser des insecticides pour lutter contre les vecteurs du virus dans certains pays et ainsi réduire le taux d'inoculum du virus,. Les produits chimiques appropriés varient selon la réglementation locale. L'utilisation d'insecticides présente cependant des inconvénients spécifiquement dans le contexte africain. C'est une méthode coûteuse, non spécifique (qui peut donc éliminer aussi des insectes utiles) et qui présente des risques de toxicité pour l'eau et pour les cultures vivrières associées aux rizières. 

### Mesures prophylactiques
Ces mesures concernent essentiellement les pratiques culturales.
Pour prévenir la propagation du virus, on préconise le semis dans des pépinières qui n'ont pas été infectées auparavant ou le semis direct au champ.
 CABI recommande d'installer les cultures le plus tôt possible pour éviter la période de pointe des insectes-vecteurs du virus. De plus, la synchronisation de la plantation dans les différents champs peut empêcher le virus de se propager aux cultures les plus jeunes.
Le désherbage régulier des pépinières et des rizières, le nettoyage des diguettes et des canaux d'irrigation, ainsi que des alentours des rizières, en particulier pendant la saison morte, permet d'éliminer les hôtes alternatifs du virus. Le défrichage des buissons autour des champs limite les sites de reproduction des insectes-vecteurs et peut également empêcher la propagation du RYMV,,,. Lors des opérations d'entretien, il est recommandé d'éviter de toucher les plants sains après que les mains ont été en contact avec des plants infectés.
Le nettoyage des machines agricoles après chaque utilisation peut réduire la propagation mécanique du  virus,.
L'épuration des cultures consiste  à  identifier le  plus précocement possible les touffes montrant des  symptômes  de  panachure, tant dans les pépinières  que dans les rizières, et à les détruire par incinération,.
La rotation culturale, en alternant les cultures de riz et d'autres plantes cultivées, est également préconisée pour casser l'infestation par le virus et les insectes-vecteurs. 